# Wydad Casablanca
Wydad Athletic Club (arabă نادي الوداد الرياضي, pronunție în arabă: [naːdiː‿l.wydaːd arːiyːadˤiː]) cunoscut în mod obișnuit ca WAC sau pur și simplu ca Wydad, numit și Roșii este un club sportiv marocan cu sediul în orașul Casablanca, din Maroc. Wydad AC este considerată una dintre cele mai bune și mai reușite echipe de fotbal din Africa și este cea mai titrată echipă din Maroc .

## Istoria clubului
Wydad (الوداد) este un cuvânt arab care înseamnă „dragoste“, „afecțiune sinceră“,  în timpul întâlnirilor dese care au dus la crearea clubului, unul dintre membrii fondatori au sosit cu întârziere după ce a vizionat cel mai recent film intitulat Wydad (Dragoste), al legendarei actrița și cântăreața de origine egipteană Umm Kulthum cu același nume, deși latinizat ca Weddad, prin urmare primul club marocan din istorie a fost numit Wydad Athletic Club. Prima secțiune a clubului a fost cea de polo pe apă și după propunerea primului președinte, Mohamed Benjelloun, Wydad a jucat primul său joc împotriva campionului în exercițiu USM Casablanca.

## Legături externe
- News website Arhivat în 18 mai 2013, la Wayback Machine.
- Wydad website Arhivat în 18 martie 2009, la Wayback Machine.
- Ultras website Arhivat în 3 ianuarie 2014, la Wayback Machine.
- Wydad AC organize a virtual match vs Coronavirus Arhivat în 29 septembrie 2020, la Wayback Machine.